# Chloorpentafluorethaan
Chloorpentafluorethaan, ook bekend onder de naam Freon 115, is een gehalogeneerde organische verbinding, met als brutoformule C2ClF5. Het is een kleurloos en geurloos gas, dat quasi-onoplosbaar is in water. Het is niet toxisch en niet ontvlambaar, maar kan wel irritatie teweegbrengen.

## Koelmiddel
Chloorpentafluorethaan is een cfk dat gebruikt werd als koelmiddel. Sedert 1 januari 1996 is het door het Montréal-protocol verboden om nog in die context te gebruiken. Het wordt beschouwd als een schadelijke stof voor de ozonlaag (GWP-waarde van 7370).

## Toxicologie en veiligheid
Bij contact met een heet oppervlak of met een vlam ontleedt deze stof onder vorming van giftige dampen, waaronder waterstofchloride en waterstoffluoride (in aanwezigheid van water).